# Escenites
Escenites (Scenitae, Σκηνῖται) fou un nom general per diverses pobles àrabs de Síria, Mesopotàmia i la mateixa Aràbia. Claudi Ptolemeu els situa al nord dels thaditae i dels saraceni. El nom significa «habitants de tendes», del grec σκηνη (skènè) que significa barraca, tenda de campanya, la mateixa paraula que va donar escena, la tenda i per extensió el podi on els actors es mouen, doncs més aviat el nom descriptiu que els grecs van donar a uns grups de nòmades.